# Jason Ryles

a Compétitions nationales et continentales officielles uniquement.

b Matchs officiels uniquement.
Jason Ryles, né le 17 janvier 1979 à Wollongong en Nouvelle-Galles du Sud, est un joueur de rugby à XIII australien. Il joua en 2009 sous les couleurs des Dragons Catalans en Super League. En 2010, il signe pour les Sydney Roosters.

## Palmarès
- Collectif :
  - Vainqueur du State of Origin : 2003, 2004 et 2005 (New South Wales Blues).

- Individuel :
  - Élu meilleur joueur des St. George Illawarra Dragons : 2001, 2005 et 2008.
  - 2005 : Sélectionné à 3 reprises au State of Origin avec les New South Wales Blues.
  - 2004 : Sélectionné à 1 reprise au State of Origin avec les New South Wales Blues.
  - 2003 : Sélectionné à 3 reprises au State of Origin avec les New South Wales Blues.
  - 2002 : Sélectionné à 1 reprise au State of Origin avec les New South Wales Blues.

## Carrière internationale
- Australie : 15 sélections.
- State of Origin : 8 sélections.

### En tant qu'entraîneur

#### Détails en club
| Année | Année | Club            | Compétition | Saison régulière | Saison régulière | Saison régulière | Saison régulière | Saison régulière | Phase finale | Phase finale | Phase finale | Phase finale | Phase finale |
| Année | Année | Club            | Compétition | Class.           | MJ               | V.               | N.               | D.               | Perf.        | MJ           | V.           | N.           | D.           |
| Jason Ryles prend une fois le poste d'entraîneur en chef des Sydney Roosters en 2022 à la suite de l'absence de Trent Robinson |       |                 |             |                  |                  |                  |                  |                  |              |              |              |              |              |
| 2022 | 2022  | Sydney Roosters | NRL         | 6e               | 1                | 1                | 0                | 0                | 1er tour     | 1            | 0            | 0            | 1            |
| De 2022 à 2024, Jason Ryles n'occupe pas de poste d'entraîneur en chef                                                         |       |                 |             |                  |                  |                  |                  |                  |              |              |              |              |              |
| 2025 | 2025  | Parramatta Eels | NRL         | -                | -                | -                | -                |                  | -            | -            | -            | -            | -            |